# Katrin Zeller
Katrin Zeller (Oberstdorf, 1 de marzo de 1979) es una deportista alemana que compitió en esquí de fondo. 
Participó en dos Juegos Olímpicos de Invierno, en los años 2010 y 2014, obteniendo una medalla de plata en Vancouver 2010, en la prueba por relevo (junto con Evi Sachenbacher-Stehle, Miriam Gössner y Claudia Nystad). Ganó una medalla de plata en el Campeonato Mundial de Esquí Nórdico de 2009, en la misma prueba.

## Palmarés internacional
| Juegos Olímpicos   | Juegos Olímpicos          | Juegos Olímpicos | Juegos Olímpicos |
| Año                | Lugar                     | Medalla          | Prueba           |
| ------------------ | ------------------------- | ---------------- | ---------------- |
| 2010               | Vancouver (Canadá)        | Medalla de plata | Relevo 4 × 5 km  |
| Campeonato Mundial |                           |                  |                  |
| Año                | Lugar                     | Medalla          | Prueba           |
| 2009               | Liberec (República Checa) | Medalla de plata | Relevo 4 × 5 km  |